# Gaillac-Toulza
Gaillac-Toulza (okzitanisch Galhac Tolzan) ist eine französische Gemeinde mit 1.331 Einwohnern (Stand: 1. Januar 2022) im Département Haute-Garonne in der Region Okzitanien (vor 2016 Midi-Pyrénées). Sie gehört zum Arrondissement Muret und zum Kanton Auterive. Die Bewohner werden Gaillacais und  Gaillacaises genannt.

## Geographie
Gaillac-Toulza liegt an der Grenze zum Département Ariège, etwa 37 Kilometer südlich von Toulouse am Rand der Landschaft Lauragais am Flüsschen Calers. Das Gemeindegebiet wird im Nordwesten von der Mouillonne durchquert, an der südöstlichen Gemeindegrenze verläuft die Jade. Umgeben wird Gaillac-Toulza von den Nachbargemeinden Caujac im Norden, Cintegabelle im Nordosten, Saint-Quirc, Lissac und Labatut im Osten, Canté im Osten und Südosten, Marliac im Süden, Villeneuve-du-Latou im Süden und Südwesten, Saint-Ybars im Westen sowie Lézat-sur-Lèze im Westen und Nordwesten.

## Geschichte
Die Keimzelle der Ortschaft ist eine monastische Ansiedlung aus dem 12. Jahrhundert gewesen. Die Bastide von Gaillac-Toulza wurde 1268 begründet. Zerstört wurde sie während des Albigenser-Kreuzzugs und später im 16. Jahrhundert während der Hugenottenkriege.

### Bevölkerungsentwicklung
| Jahr                       | 1962 | 1968 | 1975 | 1982 | 1990 | 1999 | 2006 | 2014 | 2020 |
| Einwohner                  | 771  | 747  | 658  | 610  | 770  | 910  | 1106 | 1247 | 1320 |
| Quellen: Cassini und INSEE |      |      |      |      |      |      |      |      |      |

## Sehenswürdigkeiten
- Kirche Saint-Étienne et Notre-Dame aus dem 13. Jahrhundert
- Kirche Saint-Julien im Ortsteil Louise
- Kirche Saint-Paul im Ortsteil Escayre
- Ehemaliges Kloster Calers aus dem 12. Jahrhundert
- Écomusée Nostre Païs
- Wasserturm

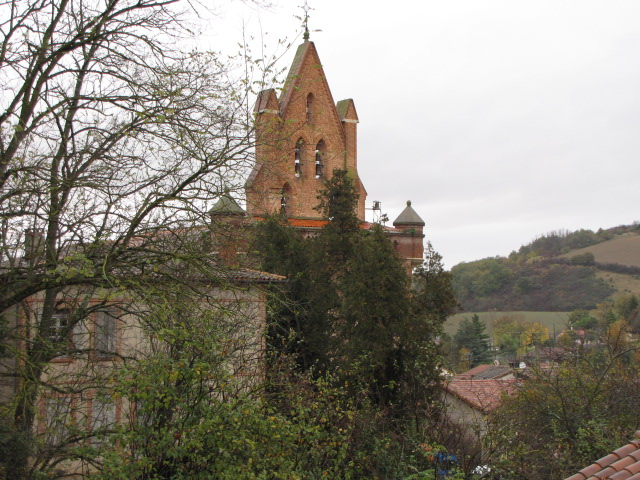
Kirche Saint-Étienne et Notre-Dame
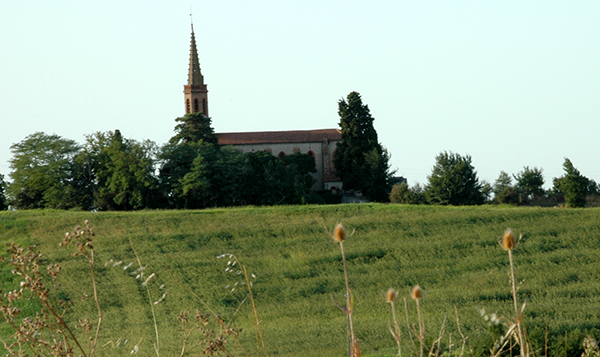
Kirche Saint-Julien
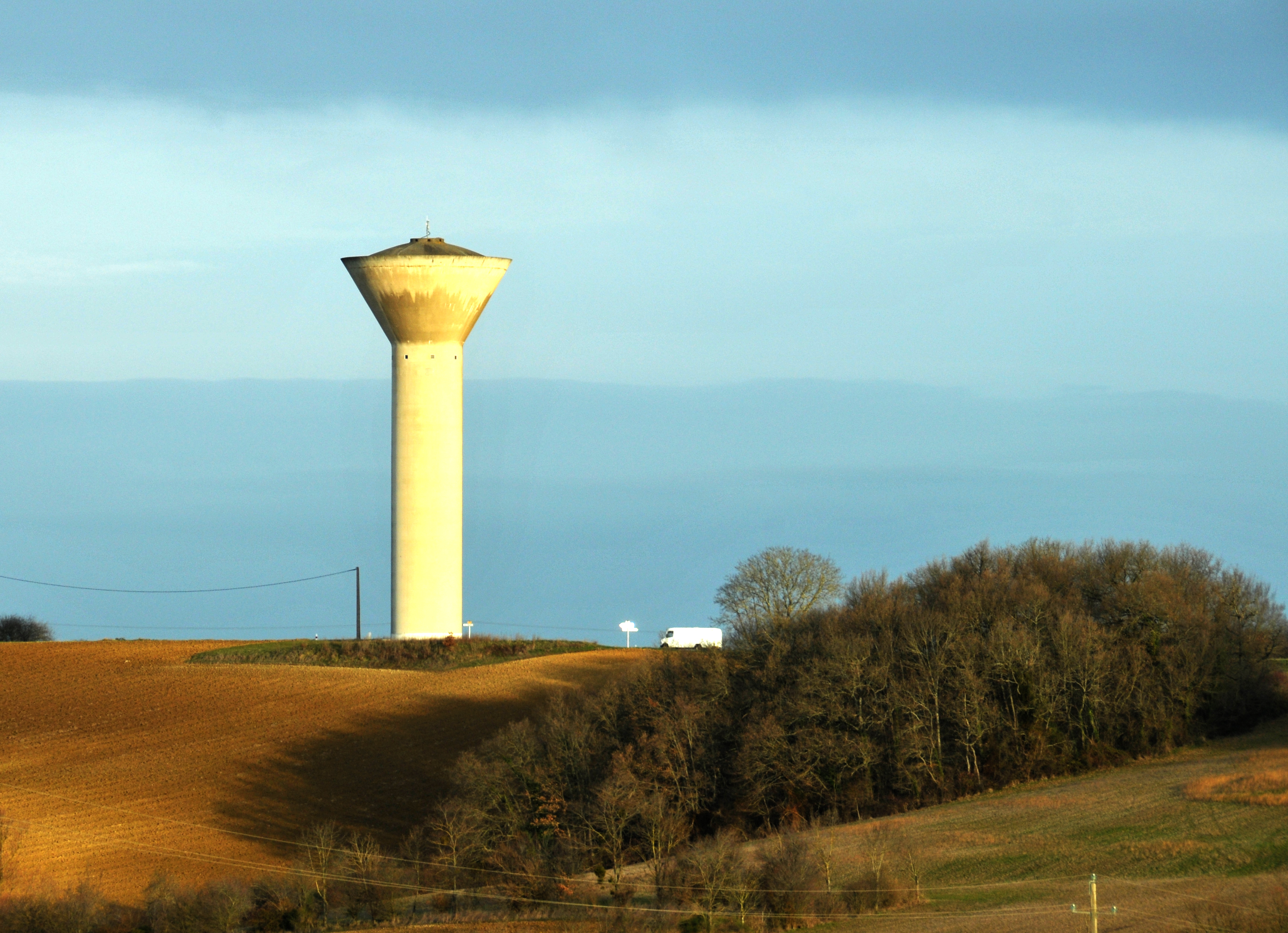
Wasserturm